# Венесуельська демократична партія
Венесуельська демократична партія (ісп. Partido Democrático Venezolano, PDV) — колишня політична партія Венесуели. Була заснована у вересні 1943 року президентом Ісайасом Медіною Ангаріта. Партія відігравала провідну роль у політичному житті Венесуели до перевороту 1945 року на чолі з Ромуло Бетанкуром.